# Hollebeke
Hollebeke est une section de la ville belge d'Ypres située en Région flamande dans la province de Flandre-Occidentale. C'était une commune à part entière avant la fusion des communes de 1971 quand elle fut intégrée dans la commune de Zillebeke avant de devenir une section d'Ypres en 1977. 

## Démographie

### Évolution démographique
- Sources : INS, Rem. : 1831 jusqu'en 1961 = recensements[2].

## Histoire

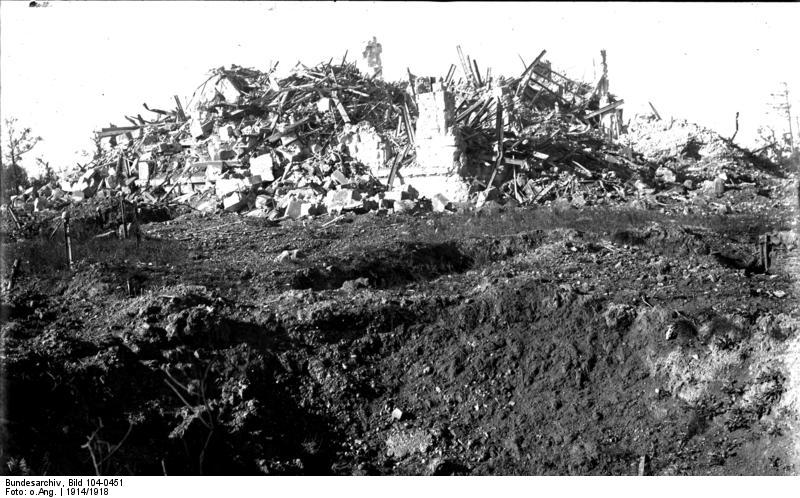
Vue arrière du château de Hollebeke détruit au cours de la Première Guerre mondiale lors de la deuxième bataille d'Ypres (1915).

La commune située sur le front et près de la zone rouge française a été fortement touchée par la Première Guerre mondiale.